# Президенты боро Нью-Йорка

Боро Нью-Йорка:
1. Манхэттен,
2. Бруклин,
3. Куинс,
4. Бронкс,
5. Статен-Айленд (аэропорты в Куинсе).

Президент боро (англ. Borough President) — выборная должность в каждом из пяти боро города Нью-Йорка.
Должности президентов боро были учреждены в 1898 году при формировании Большого Нью-Йорка, когда к городу Нью-Йорк (округу Нью-Йорк), чья территория тогда совпадала с современными боро Манхэттен и Бронкс, присоединили боро Бруклин (округ Кингс), Куинс (округ Куинс) и Статен-Айленд (округ Ричмонд).
Чтобы уравновесить местные власти с централизацией правительства, должность президента боро была установлена с функциональной административной ролью, полученной при наличии голосования на Бюджетной комиссии Нью-Йорка, которая была ответственна за то, чтобы составлять и одобрять бюджет города и предложения по использованию земли. Бюджетная комиссия состояла из мэра, ревизора и президента Совета Нью-Йорка, каждый из которых был избран всем городом и имел два голоса, а также пяти президентов городков, каждый из которых имел один голос.
В 1989 году Верховный суд Соединённых Штатов, в деле Бюджетная комиссия Нью-Йорка против Морриса объявил Бюджетную комиссию Нью-Йорка неконституционной на том основании, что самое густонаселённое боро (Бруклин) не имело большего веса представления в правлении, чем наименее густонаселённое боро (Статен-Айленд). Эта договоренность являлась нарушением четырнадцатой поправки о равенстве прав. В 1964 году в соответствии с решением верховного суда было принято «один человек, один голос» (дело Рейнольдс против Симса).
Городской устав был пересмотрен в 1990 году, и Бюджетная комиссия была отменена. Должность президента боро была сохранена, но с сильно уменьшенной властью и бюджетом, управление которым вернулось мэру или Совету Нью-Йорка. После 1990 президенты действовали как защитники их боро в учреждениях мэрии, муниципалитете, правительстве штата Нью-Йорк и корпорациях.